# Elephantomyia ovalistigma
Elephantomyia ovalistigma är en tvåvingeart som beskrevs av Alexander 1956. Elephantomyia ovalistigma ingår i släktet Elephantomyia och familjen småharkrankar. Inga underarter finns listade i Catalogue of Life.